# Autoinmunidad protectora
La autoinmunidad protectora es una condición en la que las células del sistema inmunitario adaptativo contribuyen al mantenimiento de la integridad funcional de un tejido o facilitan su reparación después de una lesión. El término "autoinmunidad protectora" fue acuñado por Michal Schwartz del Instituto Weizmann de Ciencias (Israel), cuyos estudios demostraron que los linfocitos T autoinmunes pueden tener un papel beneficioso en la reparación de una lesión en el sistema nervioso central (SNC) (neuroinmunología). 

## Contexto
El sistema inmunitario adaptativo consiste principalmente en linfocitos T y B, que pueden responder a antígenos específicos y posteriormente adquirir una memoria inmunológica. La actividad de la inmunidad adaptativa es de importancia crítica para la defensa del huésped contra los patógenos. Las células de la inmunidad adaptativa que responden a los autoantígenos se denominan "células autoinmunes". 
La autoinmunidad o actividad de las células autoinmunes, generalmente se considera, en el contexto de una enfermedad autoinmune, una condición patológica inducida por una actividad abrumadora de las células autoinmunes. La inmunidad tiene la capacidad de transferir una cantidad sustancial de linfocitos o anticuerpos de un animal a otro, de manera que resulte en inmunidad a un determinado patógeno (transferencia adaptativa). De manera similar, las enfermedades autoinmunes pueden inducirse experimentalmente mediante la transferencia adaptativa de células autoinmunes o anticuerpos de un animal que padece una enfermedad autoinmune a un animal sano. En un estudio seminal de 1999, Schwartz y su equipo demostraron que las mismas células T autoinmunes que pueden causar una encefalomielitis autoinmune experimental (EAE, un modelo común para la esclerosis múltiple) también pueden aprovecharse para proteger el tejido del SNC lesionado de la degeneración secundaria después de un trauma. El experimento mostró que después de una lesión parcial por aplastamiento del nervio óptico, las ratas inyectadas con células T activadas que son específicas para la proteína básica de mielina (MBP) retuvieron 3 veces más células ganglionares de la retina con axones funcionalmente intactos que otras ratas con células T activadas específicas para otros antígenos (control). Lo que indica que en determinadas circunstancias, la actividad autoinmune podría ejercer un efecto beneficioso al proteger a las neuronas lesionadas de la propagación del daño. 
Estudios adicionales demostraron que la autoinmunidad protectora es un fenómeno fisiológico natural que tiene lugar espontáneamente después de una lesión del SNC. Los ratones mutantes que carecen de células T (SCID) y los ratones que carecen de células T que pueden reconocer antígenos del SNC muestran niveles reducidos de supervivencia neuronal después de la lesión del SNC en relación con los ratones normales. Los ratones que fueron modificados genéticamente para que la mayoría de sus células T reconozcan un antígeno del SNC, como los ratones transgénicos que sobreexpresan un receptor de células T (TcR) para MBP, exhiben tasas elevadas de supervivencia neuronal después de la lesión del SNC. 
Experimentos realizados en modelos animales de lesión de la médula espinal, lesión cerebral, glaucoma, accidente cerebrovascular, degeneración de la neurona motora, Parkinson y enfermedad de Alzheimer han demostrado la relevancia de las células inmunitarias y, en particular, las células T que reconocen los antígenos del SNC para promover la supervivencia neuronal y la recuperación funcional de las enfermedades neurodegenerativas agudas y crónicas. También se ha demostrado que las células T que reconocen antígenos del SNC son importantes para mantener la integridad funcional del SNC adulto en condiciones normales no patológicas. Los ratones inmunodeficientes y los ratones que carecen de células T que reconocen los antígenos cerebrales muestran deficiencias en el aprendizaje espacial y la memoria, y tienen niveles reducidos de renovación celular en el hipocampo y la zona subventricular (las estructuras cerebrales donde tiene lugar la neurogénesis en el cerebro adulto).

## Mecanismo de acción
Inmediatamente después de una lesión en el SNC, se produce una respuesta inmunitaria innata local. Esta respuesta está mediada principalmente por células de microglía, una población de células inmunitarias residentes en el SNC, que pueden actuar como fagocitos y células presentadoras de antígenos. Las células auxiliares CD4+ T que fueron activadas específicamente por antígenos asociados con la lesión, llegan al sitio de la lesión e interactúan localmente con la microglía y otras células presentadoras de antígeno derivadas de la sangre (por ejemplo, células dendríticas). Las propiedades locales de las células presentadoras de antígenos (es decir, los niveles de complejos MHC-II-antígeno propio y el tipo de moléculas coestimuladoras) dictan el perfil de la respuesta posterior de las células T. La interacción entre las células T y la microglía/células dendríticas da como resultado la producción de un conjunto de citocinas inflamatorias (como el interferón gamma) y quimiocinas (proteínas quimioatrayentes) que, a su vez, orquestan el proceso de reparación subsiguiente en el que participan muchos tipos de células. La microglía y las células mieloides reclutadas de la sangre circulante restringen la propagación del daño al amortiguar los niveles excesivos de compuestos propios tóxicos (como el neurotransmisor glutamato) y al producir factores de crecimiento (como el factor de crecimiento 1 similar a la insulina) que previenen la muerte neuronal e inducen el nuevo crecimiento axonal. Además, las quimiocinas producidas en el sitio de la lesión atraen células madre o progenitoras endógenas que pueden contribuir aún más a la reparación al proporcionar una fuente para nuevas neuronas y células gliales, y al restringir la respuesta inmunitaria local.
Aún no se conoce el mecanismo por el cual la autoinmunidad protectora mantiene la integridad funcional del cerebro en condiciones no dañinas. Un modelo de explicación  propuesto sugiere que las células T autoinmunes específicas del SNC, que circulan constantemente a través del líquido cefalorraquídeo (LCR), interactúan con las células dendríticas perivasculares que residen en el plexo coroideo y las meninges. Las citoquinas y los factores de crecimiento secretados en el LCR por las células T y las células dendríticas luego se difunden hacia el parénquima neural, donde afectan localmente a las neuronas, las células gliales y las células madre. Este modelo infiere que el nivel de presentación del antígeno (es decir, la cantidad de complejos MHC-II-antígeno propio) sirve como indicador del nivel de actividad inmunitaria necesaria para el mantenimiento del cerebro sin lesiones.

## Regulación
El resultado de la actividad autoinmune está determinado por: la intensidad, la ubicación y la duración de la respuesta autoinmune; que deben estar estrictamente regulados. Aunque las células T autoinmunes existen en todos los individuos sanos, una porción relativamente pequeña de la población desarrolla enfermedades autoinmunes. Esto se debe a varios mecanismos que regulan constantemente la actividad de las células autoinmunes. Uno de los mecanismos reguladores autoinmunes destacados es una subpoblación de células T denominadas "células T reguladoras" (anteriormente conocidas como "células T supresoras"), que restringen la actividad autoinmune. Los experimentos en modelos animales de lesión del SNC han demostrado que el agotamiento de las células T reguladoras permite que tenga lugar una respuesta autoinmune neuroprotectora mejorada después del trauma. Una manipulación experimental de este tipo puede aumentar al mismo tiempo la susceptibilidad al desarrollo de una enfermedad autoinmune. Bajo ciertas condiciones, una respuesta autoinmune inicialmente protectora puede alcanzar un punto de inflexión, después del cual tendrá un efecto perjudicial en el tejido e incluso podría convertirse en una enfermedad autoinmune. Tanto los factores genéticos como los ambientales (como la infección) pueden ser la base de tal transición de una respuesta autoinmune neuroprotectora a una enfermedad autoinmune.
Las células B e incluso las células progenitoras neurales, pueden promover la regulación de la respuesta inmunitaria en el SNC. Solo recientemente las células madre y progenitoras también han sido reconocidas por su capacidad para modular la actividad inmunitaria. Los experimentos han demostrado que la inyección de células progenitoras neurales en los ventrículos del cerebro puede modular una respuesta inmune que tiene lugar en múltiples focos inflamatorios en un modelo de ratón con esclerosis múltiple, o en un solo sitio en la médula espinal lesionada.

## Implicaciones terapéuticas
La teoría de la autoinmunidad protectora es cuestionada por carecer de pruebas empíricas suficientes (escepticismo científico), el que se ha justificado por el concepto del SNC como un sitio con privilegio inmune, en el que la actividad de las células inmunitarias se observa solo en condiciones de enfermedad. Sin embargo, varios estudios han establecido que el sistema inmunológico tiene la capacidad de provocar efectos beneficiosos en el SNC adulto, en condiciones normales y patológicas.[cita requerida] Dichos efectos van desde el nivel molecular (producción de factores de crecimiento, amortiguación de autocompuestos tóxicos) el nivel celular (inducción del nuevo crecimiento axonal y neurogénesis) hasta el nivel conductual (mantenimiento de la memoria espacial).[cita requerida]
Se han utilizado varios enfoques experimentales para aprovechar la actividad de las células inmunitarias que se produce de forma natural en las patologías del SNC.
1. Vacunación terapéutica: este enfoque utiliza una manipulación inmunológica común. La inoculación de un antígeno asociado a la patología, en este caso el sitio de la lesión, provoca la activación y proliferación de linfocitos que pueden responder específicamente al antígeno utilizado. La vacunación con un antígeno asociado al sitio de la lesión (por ejemplo, péptidos derivados de proteínas de mielina) es problemática, porque conlleva el riesgo de inducir, en individuos susceptibles a enfermedades autoinmunes, una respuesta inflamatoria perjudicial para la recuperación. Para sortear este problema, se han utilizado agonistas de menor afinidad (ligandos peptídicos alterados) que inducen una respuesta inmunitaria más débil. Los experimentos en modelos animales de lesión de la médula espinal revelaron que su uso promueve la recuperación funcional sin el riesgo de inducir una respuesta autoinmune perjudicial.
2. Alteración de la actividad de las células T reguladoras: la supresión de la actividad de las células T reguladoras después de una lesión puede permitir que se produzca una respuesta autoinmune más robusta. Para fines terapéuticos es muy problemática porque aumenta el riesgo de inducir enfermedades autoinmunes. Es posible superar esta limitación usando agentes que suprimen transitoriamente la actividad de las células T reguladoras. Dicho agente se ha utilizado con éxito en un modelo animal de accidente cerebrovascular isquémico, en el que los animales tratados exhibieron una mejor recuperación neurológica en relación con los animales no tratados.

## Otras lecturas
1. Suplemento sobre autoinmunidad de Nature
2. Centrarse en la autoinmunidad de Nature Immunology  (enlace roto disponible en Internet Archive; véase el historial, la primera versión y la última).